# Felipe de Viana
Felipe de Viana (1456–1488), conde de Beaufort y arzobispo de Palermo, desde el 31 de enero de 1477, al recibir del papa Sixto IV la aprobación para el cargo, hasta su renuncia a dicho cargo en 1485, para aceptar el Maestrazgo de Montesa que le ofreció su tío Fernando (medio hermano de su padre), con el que participó en la campaña contra Granada, donde encontraría la muerte.

## Biografía
Su padre fue el príncipe Carlos de Viana. Felipe fue el fruto extramatrimonial del amor entre Carlos, ya viudo, durante su estancia en Nápoles  y Brianda de Vega (conocida como «de Vaca», hasta ahora), una hermosa mujer que le acompañaría hasta su muerte. Su padre estuvo a punto de casarse con Brianda y antes de su muerte sus amigos le instaron a que lo hiciese in articulo mortis, para dejar a Felipe como heredero. Sin embargo, Carlos comprendió que la herencia que le iba a dejar sería muy pesada para aquel niño y sólo serviría para continuar las luchas fratricidas. Por ello prefirió dejar a su hermana Blanca, exesposa con matrimonio anulado eclesiásticamente de Enrique IV de Castilla, como su legítima sucesora.
El príncipe Carlos de Viana moriría en 1461, dejando a Felipe huérfano de padre. Este fue educado en la corte aragonesa de Juan II, junto a su tío Fernando, el que años más tarde sería conocido como "el Católico".
Al llegar a la mayoría de edad en 1477, Felipe, quien ya era conde de Beaufort, fue nombrado arzobispo de la ciudad de Palermo (que por aquel entonces pertenecía a la Corona de Aragón). Estuvo en ese cargo ininterrumpidamente hasta el año 1485, año en el que su dimisión comenzada en 1482 (con las primeras intenciones de Fernando) fue admitida formalmente.
Felipe renunció a su cargo de arzobispo debido a que su tío Fernando II había comenzado un plan para hacer que las órdenes militares de la Corona de Aragón fuesen más parecidas en poder y valía a las famosas órdenes militares de la Corona de Castilla. Así que, a la muerte de Luis Despuig en 1482 (maestre de la orden desde 1453), la orden escogió a Felipe Vivas de Camañanes y Boll como nuevo Maestre, pero Fernando revocó la decisión e impuso ese mismo año a su sobrino, Felipe de Viana como nuevo Maestre (que no fue reconocido oficialmente hasta 1484).
Ya como Maestre de la Orden Militar de Montesa, Felipe acompañó a su tío Fernando en la campaña contra el reino nazarí de granada, en el cual tuvo participación destacable al frente de sus caballeros, como en la toma de las villas de Vera y Mojácar, así como otros muchos pueblos, tal como relata Hipólito Samper en sus crónicas.
Felipe encontraría la muerte en 1488 en las tierras nazaríes. En el primer intento de tomar Baza en la segunda fase de la campaña recibió un disparó de arcabuz del bando sarraceno que lo mató, muriendo sin descendencia. Al frente de la orden le sustituyó Felipe Vivas de Cañamanes y Boll. Sus restos se encuentran en la Abadía de Santa María de Poblet.
La fortaleza de Baza se rendiría en diciembre de 1489 y con ella Almería, Almuñécar, Guadix y Salobreña. Dejando con poco más que la capital y Lanjarón a los nazaríes. 
| Predecesor: Felipe de Borgoña | Conde de Beaufort 1461 - 1488              | Sucesor: Gastón de Narbona                |
| Predecesor: Pablo Visconti    | Arzobispo de Palermo 1477 - 1485           | Sucesor: Pedro de Foix                    |
| Predecesor: Luis Despuig      | Maestre de la Orden de Montesa 1482 - 1488 | Sucesor: Felipe Vivas de Cañamanes y Boll |